# Жилетово (Дзержинський район)
Жилетово (рос. Жилетово) — присілок в Дзержинському районі Калузької області Російської Федерації.
Населення становить 3052 особи. Входить до складу муніципального утворення Присілок Жилетово.

## Історія
Від 2004 року входить до складу муніципального утворення Присілок Жилетово.

## Населення
| 2002  | 2010  | 2012  | 2013  | 2014  | 2015  | 2016  |
| ----- | ----- | ----- | ----- | ----- | ----- | ----- |
| 3031  | ↗3090 | ↗3096 | ↘3094 | ↘3067 | ↗3082 | ↘3075 |
| 2017  |       |       |       |       |       |       |
| ↘3069 |       |       |       |       |       |       |